# Jaguares de Zamora
El Club Jaguares de Zamora fue un equipo de fútbol, que militaba en la Segunda división mexicana y tuvo como sede
la ciudad de Zamora en el estado de Michoacán, México.

## Historia
La historia del fútbol en Zamora se remonta a aquel equipo ya desaparecido Club Deportivo Zamora que jugó en primera división y segunda división. 

### Historia como filial
Tras el descenso de Jaguares de Tapachula a la Segunda división mexicana, el club cambia de sede y nombre para llamarse Jaguares de Zamora y ser filial del club Jaguares de Chiapas en la Segunda división.

### Historia Actual
Para el torneo Apertura 2007 de la segunda división el club Jaguares de Zamora deja de ser filial del club Jaguares de Chiapas para ser comprado totalmente por el gobierno del municipio de Zamora y así buscar el ascenso y la identidad de aquel antiguo equipo Zamora. Ahora se llama Atlético Zamora el cual por falta de estadio se fue a préstamo para el ciclo futbolista 2011-2012 a la ciudad de Cuernavaca, capital del estado Morelos.
Actualmente el equipo es dirigido por Arturo Beltran Romo, gran baluarte del fútbol y exjugador del Atlas de Guadalajara.
- Datos: Q5924757